# 2016年リオデジャネイロオリンピックの飛込競技
2016年リオデジャネイロオリンピックの飛込競技（2016ねんリオデジャネイロオリンピックのとびこみきょうぎ）は、2016年8月7日から8月19日までパルケ・アクアティコ・マリア・レンクで実施されたオリンピックの飛込競技である。大会の運営は国際水泳連盟（FINA）が行った。

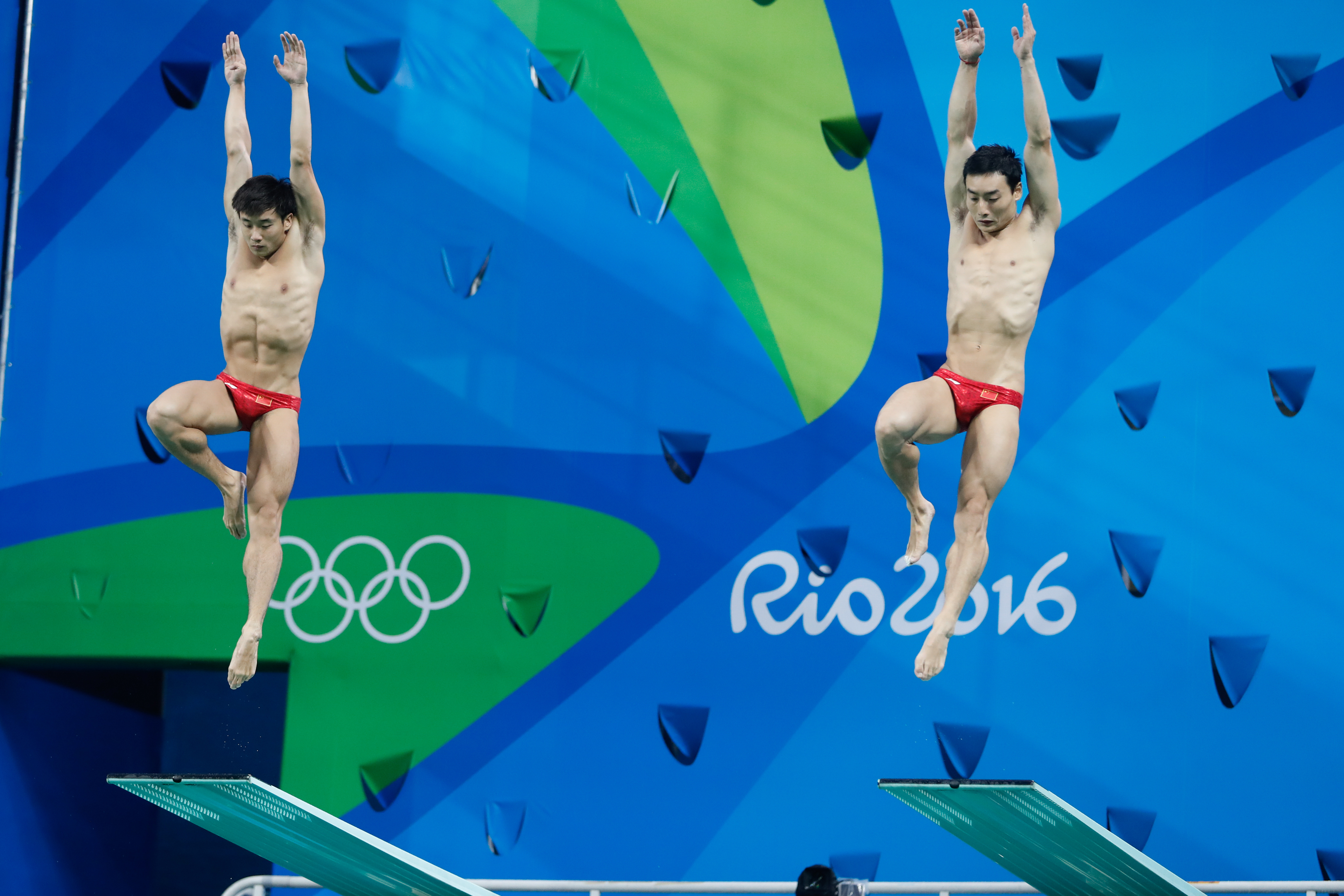
男子3m板飛び込みシンクロの演技をする中国の秦凱（右)と曹縁（左）。

## 概要

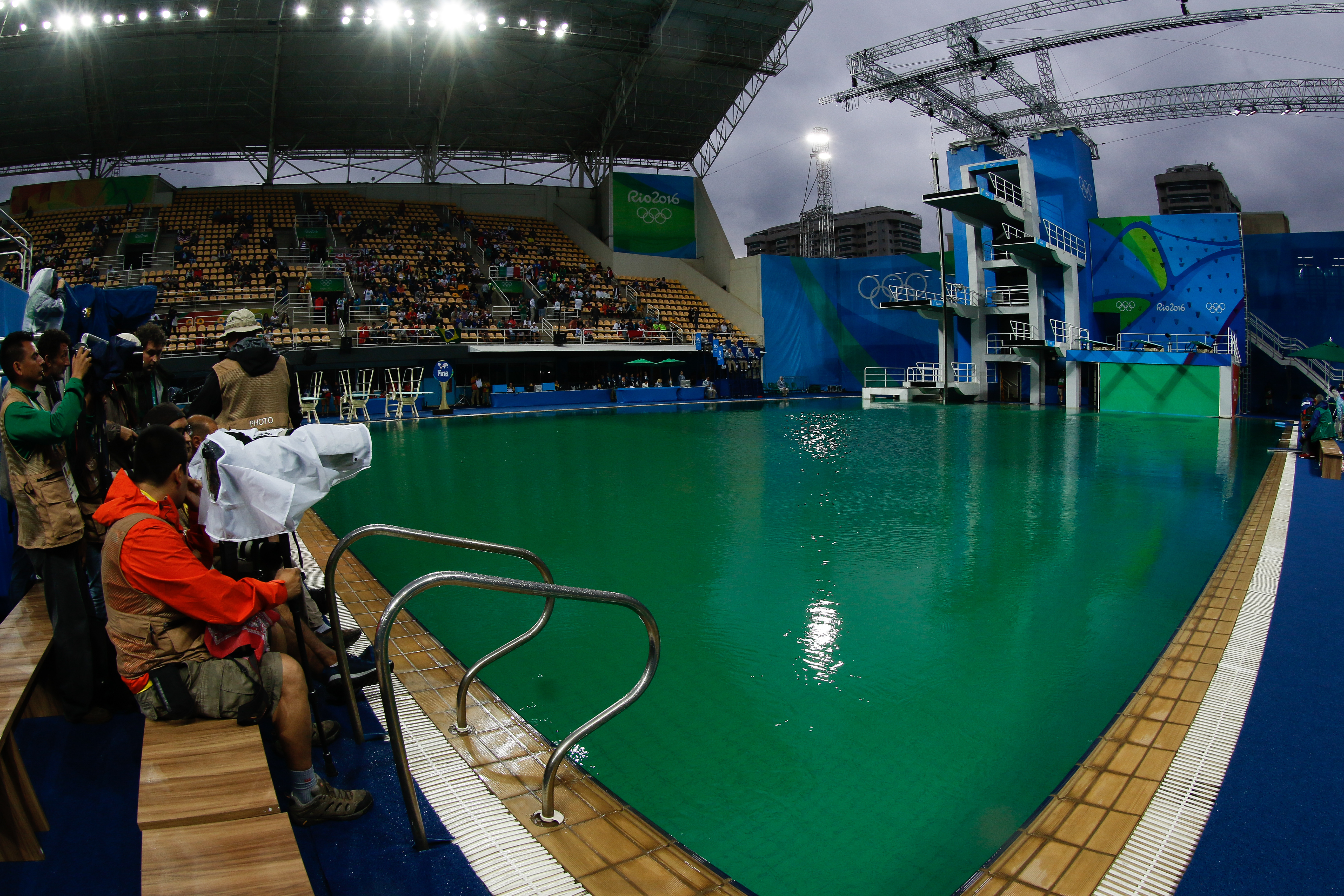
緑色に変色したプールの水（2016年8月10日）

本大会はシンクロ競技8組、個人は最大34名が出場。シンクロ競技の出場枠は2015年世界選手権（カザン）から3組、2016年W杯（リオデジャネイロ）から4組、開催国から1組。個人の出場枠は2015年世界選手権から12名、2016年W杯から最大18名、各大陸予選5名である。出場枠は選手が所属する国に与えられるが、同じ選手が複数の大会で出場枠獲得圏内に入ったとしても1つしか出場枠を獲得できず、その分が次点以降の国に与えられることもない。ただし、シンクロ競技と個人の出場選手の合計が136名に満たない場合は、136名に達するまで、各個人種目の出場人数が均等になるようにしつつ、W杯の成績上位者の所属する国から補充される。1カ国からは男女8名ずつまで出場でき、1つの種目にはシンクロ競技は1組、個人には2名まで出場できる。
日本からは、寺内健（2015年世界選手権9位）と坂井丞（2016年W杯16位）が男子3m板飛込に、板橋美波（2016年W杯9位）が女子10m高飛込にそれぞれ出場し、板橋が8位入賞の成績を収めた。
ブラジルの法律では一定規模以上のプールにライフセーバーを置くことが定められているため、競技会場にもライフセーバーが待機している。
マリア・レンクセンターの競技用プールの水が藻が発生したように緑色に変色したが、FINAは安全性に問題はないと競技は続行された。運営側は変色はプールに誤った薬剤を投入したことにより引き起こされたと説明した。

## 競技結果

### 男子
| 種目              | 金                                                     | 銀                                                                 | 銅                                                     |
| ----------------- | ------------------------------------------------------ | ------------------------------------------------------------------ | ------------------------------------------------------ |
| 3m板飛込          | 曹縁 中国 (CHN)                                        | ジャック・ロー イギリス (GBR)                                      | パトリック・ハウスディング ドイツ (GER)                |
| 10m高飛込         | 陳艾森 中国 (CHN)                                      | ヘルマン・サンチェス メキシコ (MEX)                                | デービッド・ボウディア アメリカ合衆国 (USA)            |
| 3mシンクロ板飛込  | イギリス (GBR) クリストファー・ミアーズ ジャック・ロー | アメリカ合衆国 (USA) サム・ドーマン マイケル・ヒクソン             | 中国 (CHN) 曹縁 秦凱                                   |
| 10mシンクロ高飛込 | 中国 (CHN) 陳艾森 林躍                                 | アメリカ合衆国 (USA) デービッド・ボウディア スティール・ジョンソン | イギリス (GBR) トム・デーリー ダニエル・グッドフェロー |

### 女子
| 種目              | 金                       | 銀                                                         | 銅                                                         |
| ----------------- | ------------------------ | ---------------------------------------------------------- | ---------------------------------------------------------- |
| 3m板飛込          | 施廷懋 中国 (CHN)        | 何姿 中国 (CHN)                                            | タニア・カニョット イタリア (ITA)                          |
| 10m高飛込         | 任茜 中国 (CHN)          | 司雅傑 中国 (CHN)                                          | メーガン・ベンフェイト カナダ (CAN)                        |
| 3mシンクロ板飛込  | 中国 (CHN) 施廷懋 呉敏霞 | イタリア (ITA) タニア・カニョット フランチェスカ・ダラッペ | オーストラリア (AUS) マディソン・キーニー アナベル・スミス |
| 10mシンクロ高飛込 | 中国 (CHN) 陳若琳 劉蕙瑕 | マレーシア (MAS) チョン・ジュン・フーン パンデレラ・リノン | カナダ (CAN) メーガン・ベンフェイト ロゼリーヌ・フィリオン |

## 国・地域別のメダル獲得数
| 順   | 国・地域             | 金 | 銀 | 銅 | 計 |
| ---- | -------------------- | -- | -- | -- | -- |
| 1    | 中国 (CHN)           | 7  | 2  | 1  | 10 |
| 2    | イギリス (GBR)       | 1  | 1  | 1  | 3  |
| 3    | アメリカ合衆国 (USA) | 0  | 2  | 1  | 3  |
| 4    | イタリア (ITA)       | 0  | 1  | 1  | 2  |
| 5    | マレーシア (MAS)     | 0  | 1  | 0  | 1  |
| 5    | メキシコ (MEX)       | 0  | 1  | 0  | 1  |
| 7    | カナダ (CAN)         | 0  | 0  | 2  | 2  |
| 8    | オーストラリア (AUS) | 0  | 0  | 1  | 1  |
| 8    | ドイツ (GER)         | 0  | 0  | 1  | 1  |
| 合計 | 合計                 | 8  | 8  | 8  | 24 |